# Lille Lungegårdsvannet
Lille Lungegårdsvannet («petit lac de la ferme de Lunge» en norvégien) est un lac situé dans le centre-ville de Bergen (Norvège). Il tire son nom du danois Vincens Lunge, qui y possédait un domaine.

## Géographie
Il présente une forme octogonale irrégulière et renferme une fontaine, restaurée en 2004. Jusqu'en 1926, il était relié à Store Lungegårdsvannet. Sa superficie est d'environ 3 hectares.

Panorama de Lille Lungegårdsvannet. Septembre 2019.